# Hjelmelandsvågen
Hjelmelandsvågen er en bydel i Hjelmeland kommune i Rogaland fylke, Norge.
Riksvei 13 gik tidligere gennem byen, men ender nu ved færgekajen ved Sande hvor der er bilfærge til Nesvik på nordsiden af Jøsenfjorden.
Norsk Frukt- og Laksefest arrangeres i Hjelmelandsvågen hvert år i september måned. Her ligger også kommunens tusenårssted som er en friluftsscene på tunet, tegnet af Knut Fosså.
Hjelmelandsvågen er en gammel kystbygd og langs fjorden øst for Hjelmelandselva står der fortsat mange gamle huse. Tidligere var der også sådan bebyggelse langs elven, men en stor oversvømmelse 26. november 1940 raserede dette område. Ti huse blev taget af vandmasserne som også skylled dele af kirkegården væk. Området blev gendannet, men ingen af husene blev genopført. I dag ligger kommunehuset i dette område, mens kirkegården er flyttet nærmere kirken på sydsiden af elven.

## Bilder
- Hjelmelandsvågen.
- Hjelmeland kirke.
- Årdal gamle kirke.